# 脾静脈
脾静脈（ひじょうみゃく、splenic vein, lienal vein）は、脾臓、胃底、膵臓の一部から血液を排出する血管である。肝門脈系の一部である。

## 構造
脾静脈は脾臓から出た細静脈から形成される。脾動脈と同じく脾臓の上を通る。胃と膵臓からの分枝をまとめ、特に大腸（上腸間膜静脈からも排出される）から下腸間膜静脈（肝門脈の起点の少し前の脾静脈で排出される）を経由して分枝をまとめる。門脈における脾静脈の終点は、上腸間膜静脈と合流するところである。

## 臨床的意義
脾静脈は血栓症による影響を受けることがあり、門脈血栓症や門脈圧亢進症の特徴を示すが、脾静脈から排出される領域の一部に局在している。これには、短胃静脈の高血圧と腹痛による胃壁の静脈瘤が含まれる。この結果、胃静脈瘤となり、その場合の治療法としては脾臓の摘出が選択される。脾静脈血栓症の最も一般的な原因は慢性膵炎と急性膵炎である。

## 他の画像

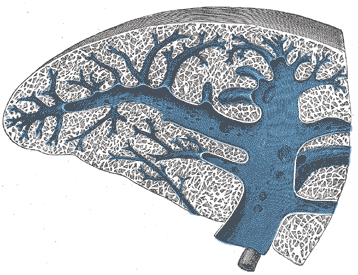
膵臓の断面図。脾静脈とその分枝を示す。